# Short track ai VI Giochi asiatici invernali - 1000 metri maschili
La specialità dei 1000 metri maschili di short track dei VI Giochi asiatici invernali si è svolta il 31 gennaio 2007 al  Changchun Wuhuan Gymnasium di Changchun, in Cina.

## Risultati
Legenda
- DSQ — Squalificato

### Batterie

#### Gruppo 1
| Class | Atleta                  | Tempo    | Note |
| ----- | ----------------------- | -------- | ---- |
| 1     | Hu Ze (CHN)             | 1:39.937 | Q    |
| 2     | Satoshi Sakashita (JPN) | 1:40.004 | Q    |
| 3     | Ro Sun-chol (PRK)       | 1:40.547 | Q    |
| 4     | Aslan Daumov (KAZ)      | 1:41.407 |      |

#### Gruppo 2
| Class | Atleta                      | Tempo    | Note |
| ----- | --------------------------- | -------- | ---- |
| 1     | Kim Hyun-kon (KOR)          | 1:32.128 | Q    |
| 2     | Sui Baoku (CHN)             | 1:33.178 | Q    |
| 3     | Lin Chueh (TPE)             | 1:41.561 | Q    |
| 4     | Gantömöriin Mönkhdorj (MGL) | 1:48.233 |      |

#### Gruppo 3
| Class | Atleta                    | Tempo    | Note |
| ----- | ------------------------- | -------- | ---- |
| 1     | Kim Byeong-jun (KOR)      | 1:38.769 | Q    |
| 2     | Ri Chol-song (PRK)        | 1:39.005 | Q    |
| 3     | Cheng Yi-lun (TPE)        | 1:39.136 | Q    |
| 4     | Artur Sultangaliyev (KAZ) | 1:39.360 |      |

#### Gruppo 4
| Class | Atleta               | Tempo    | Note |
| ----- | -------------------- | -------- | ---- |
| 1     | Ahn Hyun-soo (KOR)   | 1:39.198 | Q    |
| 2     | Junji Itō (JPN)      | 1:39.748 | Q    |
| 3     | Han Chol-min (PRK)   | 1:41.276 | Q    |
| 4     | Tsai Ping-yuan (TPE) | 1:43.824 |      |

#### Gruppo 5
| Class | Atleta                       | Tempo    | Note |
| ----- | ---------------------------- | -------- | ---- |
| 1     | Satoru Terao (JPN)           | 1:42.671 | Q    |
| 2     | Li Ye (CHN)                  | 1:42.992 | Q    |
| 3     | Nurbergen Zhumagaziyev (KAZ) | 1:45.500 | Q    |
| 4     | Ganbatyn Mönkh-Amidral (MGL) | 1:50.341 |      |

### Quarti di finale

#### Gruppo 1
| Class | Atleta             | Tempo    | Note |
| ----- | ------------------ | -------- | ---- |
| 1     | Kim Hyun-kon (KOR) | 1:28.849 | Q    |
| 2     | Li Ye (CHN)        | 1:29.300 | Q    |
| 3     | Junji Itō (JPN)    | 1:29.310 |      |

#### Gruppo 2
| Class | Atleta                       | Tempo    | Note |
| ----- | ---------------------------- | -------- | ---- |
| 1     | Kim Byeong-jun (KOR)         | 1:32.238 | Q    |
| 2     | Satoshi Sakashita (JPN)      | 1:34.023 | Q    |
| —     | Nurbergen Zhumagaziyev (KAZ) | DSQ      |      |
| —     | Ri Chol-song (PRK)           | DSQ      |      |

#### Gruppo 3
| Class | Atleta             | Tempo    | Note |
| ----- | ------------------ | -------- | ---- |
| 1     | Sui Baoku (CHN)    | 1:33.323 | Q    |
| 2     | Ahn Hyun-soo (KOR) | 1:33.531 | Q    |
| 3     | Han Chol-min (PRK) | 1:34.196 |      |
| 4     | Cheng Yi-lun (TPE) | 1:34.317 |      |

#### Gruppo 4
| Class | Atleta             | Tempo    | Note |
| ----- | ------------------ | -------- | ---- |
| 1     | Hu Ze (CHN)        | 1:35.899 | Q    |
| 2     | Satoru Terao (JPN) | 1:35.909 | Q    |
| 3     | Ro Sun-chol (PRK)  | 1:36.719 |      |
| 4     | Lin Chueh (TPE)    | 1:40.124 |      |

### Semifinali

#### Gruppo 1
| Class | Atleta             | Tempo    | Note |
| ----- | ------------------ | -------- | ---- |
| 1     | Kim Hyun-kon (KOR) | 1:28.390 | QA   |
| 2     | Li Ye (CHN)        | 1:28.602 | QA   |
| 3     | Hu Ze (CHN)        | 1:29.027 | QB   |
| 4     | Satoru Terao (JPN) | 1:29.278 | QB   |

#### Gruppo 2
| Class | Atleta                  | Tempo    | Note |
| ----- | ----------------------- | -------- | ---- |
| 1     | Ahn Hyun-soo (KOR)      | 1:30.397 | QA   |
| 2     | Sui Baoku (CHN)         | 1:30.514 | QA   |
| 3     | Kim Byeong-jun (KOR)    | 1:30.548 | QB   |
| 4     | Satoshi Sakashita (JPN) | 1:32.310 | QB   |

### Finali

#### Finale B
| Class | Atleta                  | Tempo    |
| ----- | ----------------------- | -------- |
| 1     | Hu Ze (CHN)             | 1:31.278 |
| 2     | Satoru Terao (JPN)      | 1:31.768 |
| 3     | Satoshi Sakashita (JPN) | 1:32.374 |
| 4     | Kim Byeong-jun (KOR)    | 2:24.411 |

#### Finale A
| Class   | Atleta             | Tempo    |
| ------- | ------------------ | -------- |
| Oro     | Ahn Hyun-soo (KOR) | 1:29.085 |
| Argento | Kim Hyun-kon (KOR) | 1:29.163 |
| Bronzo  | Sui Baoku (CHN)    | 1:29.299 |
| —       | Li Ye (CHN)        | DSQ      |